# Arciellia flaviventer
Arciellia flaviventer är en tvåvingeart som först beskrevs av Hardy och Linda M. Kohn 1964.  Arciellia flaviventer ingår i släktet Arciellia och familjen styltflugor. Inga underarter finns listade i Catalogue of Life.